# رایلی ولکل
رایلی وُلکِل (به انگلیسی: Riley Voelkel) یک بازیگر آمریکایی-کانادایی است که بیشتر برای ایفای نقش «فریا مایکلسون» در سریال اصیل‌ها و نقش «جنا جانسون» در مجموعهٔ تلویزیونی اتاق خبر شناخته شده‌است.

## فیلم‌ها
سینمایی:
| سال  | عنوان              | نقش             |
| ---- | ------------------ | --------------- |
| ۲۰۱۰ | شبکه اجتماعی       | دختر توی کلوپ   |
| ۲۰۱۱ | پرام               | کلر             |
| ۲۰۱۲ | ماه مخفی           | کریستین برایتون |
| ۲۰۱۳ | زندگی مخفی چوبک ها | کری اسمیت       |
| ۲۰۱۵ | نقطهٔ افتخار        | لورلای سامنر    |
| ۲۰۱۶ | درهم               | کریستینا        |

سریال:
| سال       | عنوان                     | نقش            | یادداشت                                    |
| --------- | ------------------------- | -------------- | ------------------------------------------ |
| ۲۰۱۰      | افتخار خیره سری           | کارولاین       | اپیزود: "Pilot"                            |
| ۲۰۱۲      | منتالیست                  | تریستان        | اپیزود: "Red is the New Black"             |
| ۲۰۱۲–۲۰۱۴ | مجموعهٔ تلویزیونی اتاق خبر | جنا جانسون     | ۱۵ اپیزود                                  |
| ۲۰۱۳      | داستان ترسناک آمریکایی    | فیونا گود جوان | ۳ اپیزود                                   |
| ۲۰۱۴      | گلی                       | سم             | اپیزود: "New New York"                     |
| ۲۰۱۴–۲۰۱۸ | اصیل‌ها                    | فریا مایکلسون  | از فصل دوم                                 |
| ۲۰۱۹      | روزول، نیومکزیکو          | جنا کمرون      | بازیگر دوره ای                             |
| ۲۰۱۹      | میراث                     | فریا مایکلسون  | اپیزود: "That's Nothing I Had to Remember" |